# Coccinia barteri
Coccinia barteri är en gurkväxtart som först beskrevs av Joseph Dalton Hooker, och fick sitt nu gällande namn av Ronald William John Keay. Coccinia barteri ingår i släktet Coccinia, och familjen gurkväxter. Inga underarter finns listade i Catalogue of Life.